# ناوندورف
ناوندورف (به آلمانی: Nauendorf) یک منطقهٔ مسکونی در آلمان است که در لبیون-وتین واقع شده‌است. ناوندورف  ۱٬۷۶۱ نفر جمعیت دارد.